# بطباط (كلب)
البَطْباط أو القَلَطِي أو بودل أو جعيد (بالإنجليزية: Poodle)‏ هو كلب كثيف ومجعد الوبر، يحب البطبطة في الماء.
كلب البطباط  هو كلب عائلي جداً وهو واحد من أكثر الكلاب ذكاءاً ونشاطاً في العالم، سترى هذا النوع من الكلاب في عروض الكلاب حول العالم.

## التاريخ

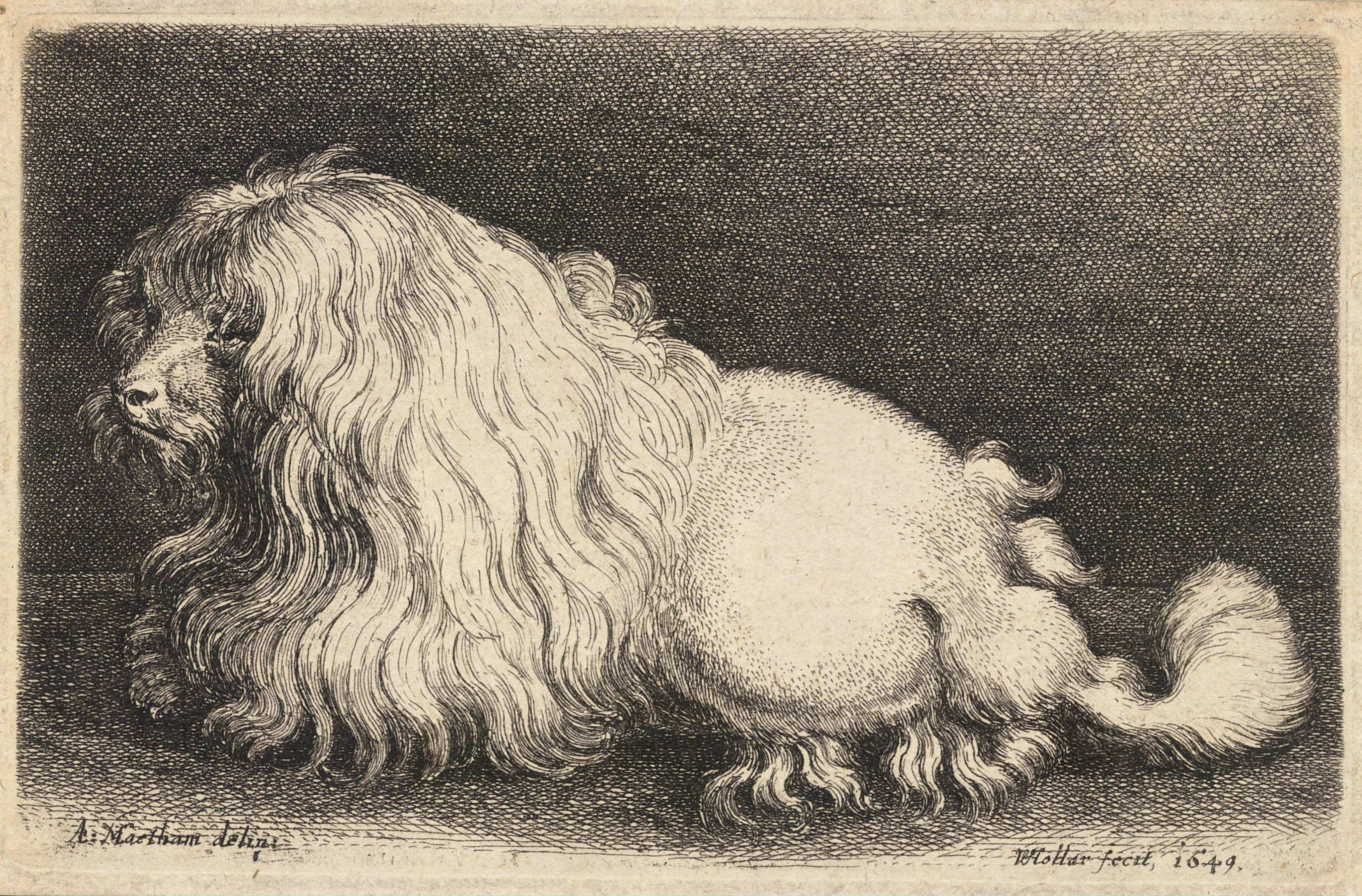
رسم لكلب البطباط من القرن السابع عشر

كلب بطباط هو السلالة التي كانت موجودة في أوروبا لعدة قرون في شكل أو آخر، وكان لأول مرة في القارة قبل فترة طويلة من التوجه إلى الجزر البريطانية ناهيك عن أمريكا الشمالية أو شرق آسيا أو أستراليا. وقد أرسَت رسومات الفنان الألماني ألبرخت دورر الصورة الشعبية للسلالة في القرنين الخامس عشر والسادس عشر. يتم تسجيل المزيد من المظاهر في الفن من قِبل رامبرانت في صورة ذاتية رسمها في عام 1631م، مع كلبه الأليف في المقدمة. لم تكن هذه السلالة للرجل العادي ، بل للرجل الأكثر ثراءاً أو الملوك .
كان الكلب الحيوان الأليف الرئيسي في أواخر القرن الثامن عشر في إسبانيا، كما يتضح من لوحات الفنان الإسباني فرانثيسكو غويا. وكان كلب البودلز الفرنسي الصغير هو المدلل المفضل في عهد لويس السادس عشر في نفس الفترة تقريباً،تم تسجيل جد لويس السادس عشر لويس الخامس عشر كان دائماً يوجد معهم كلبهم المفضل فيلو، وهناك أدلة محتملة على الملك لويس الرابع عشر أبقاها كذلك.
يذكر نادي بيت الكلب البريطاني أن السلالة نشأت في ألمانيا، كما يفعل نادي الكلاب الأمريكي ونادي بيت الكلب الكندي، حيث جاء فيه: «على الرغم من ارتباط البطباط مع فرنسا ، إلا أن السلالة نشأت في ألمانيا...»

## الصحة

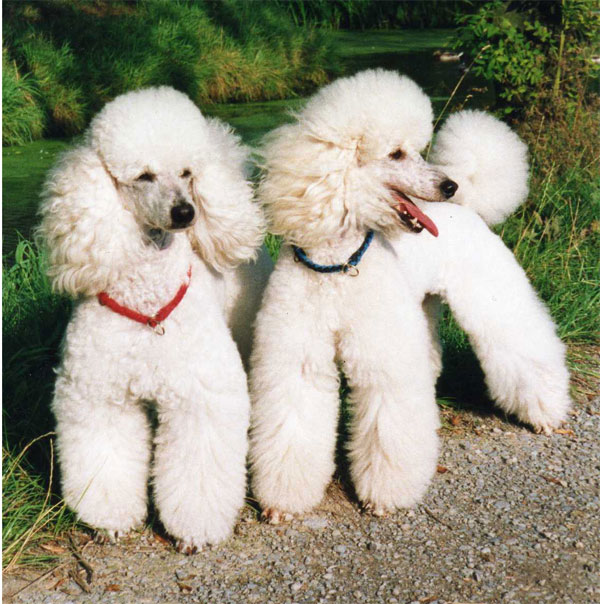
كلب البطباط

القضايا الصحية الخطيرة الأكثر شيوعا عن البودلز القياسية المدرَجة في ترتيب عدد الحالات المُبلغ عنها في السجل الصحي بودل (20 أغسطس 2007م) هي مرض أديسون، انفتال توسيع المعدة، مشاكل الغدة الدرقية (فرط نشاط الغدة الدرقية والجرثى) ، وانهيار القصبة الهوائية، والصرع ، والتهاب الغدة الدهنية ، والأمراض الكلوية الأحداث ، وخلل التنسج الورك، والسرطان. البودلز القياسية هي أيضا عرضة لبعض القضايا الصحية عادة ما تكون ثانوية جداً لتقديم تقرير إلى السجل الصحي. الأكثر شيوعاً من هذه القضايا الثانوية وربما التهابات الأذن، والتي هي مشكلة في جميع أصنافه لأن شعره ينمو في قناة الأذن، حيث فِخاخ الشمع والأوساخ. يمكن تقليل مشاكل الأذن إلى الحد الأدنى من خلال العناية السليمة بالأذن، بما في ذلك التنظيف المنتظم ونتف الشعر داخل قناة الأذن. يجب استشارة الطبيب البيطري إذا كان الكلب يُظهر علامات عدوى الأذن.
وكان متوسط عمر البودلز القياسي في المملكة المتحدة والدانمارك والولايات المتحدة الأمريكية/كندا متوسط العمر 11.5 إلى 12 سنة. في دراسة استقصائية في المملكة المتحدة، كانت الأسباب الأكثر شيوعاً للوفاة هي السرطان (30٪)، والشيخوخة (18٪)، وأمراض القلب (5٪).
وكان متوسط عمرليتي بودلز في المملكة المتحدة من 14 إلى 14.5 سنة. في كلاب البودلز كان السبب الرئيسي للوفاة هو الشيخوخة (39%)، والفشل الكلوي (20٪).[بحاجة لمصدر]

## المصدر
- المنهل: قاموس فرنسي عربي للدكتور سهيل إدريس. طبع دار الأداب- بيروت- 2007
- بودل